# Янковский, Иван Филиппович
Иван Филиппович Янко́вский (род. 30 октября 1990, Москва) — российский актёр театра и кино. Пятикратный лауреат премии «Золотой орёл»: дважды за «Лучшую мужскую роль в кино» («Дама пик», 2017; «Чемпион мира», 2023), дважды за «Лучшую мужскую роль второго плана» («Текст», 2020; «Огонь», 2022) и один раз за «Лучшего актёра онлайн-сериала» («Фишер», 2024).
Внук народного артиста СССР Олега Янковского, сын Филиппа Янковского и Оксаны Фандеры.

## Биография
Родился 30 октября 1990 года в Москве. Отец — актёр и режиссёр Филипп Янковский, мать — актриса Оксана Фандера. Дед — актёр Олег Янковский, бабушка — актриса Людмила Зорина. У Ивана есть младшая сестра Елизавета — тоже актриса.
В детстве занимался спортом. В кино впервые снялся в 10 лет, сыграв небольшую роль в фильме «Приходи на меня посмотреть», сорежиссёром которого был его дед Олег Янковский.
С 8 класса учился в Московской международной киношколе по окончании которой поступил в ГИТИС. Окончил актёрско-режиссёрский факультет ГИТИСа (мастерская Сергея Женовача).
Первую главную роль сыграл в 2008 году в фантастическом триллере Романа Прыгунова «Индиго».
С 2013 года — актёр «Студии театрального искусства». В качестве приглашённого артиста занят в спектаклях театра Ермоловой.

## Личная жизнь
С конца 2014 года встречался с актрисой Верой Панфиловой, дочерью лидера рок-группы «Алиса» Константина Кинчева. В 2020 году пара распалась.
Женат на актрисе Диане Пожарской. Пара официально подтвердила свои отношения в марте 2021 года. 26 июня 2021 года у пары родился сын, которого назвали Олегом.

## Творчество

### Фильмография
| Год       |     | Название                                      | Роль                       |
| --------- | --- | --------------------------------------------- | -------------------------- |
| 2000      | ф   | Приходи на меня посмотреть                    | Ваня, мальчик-«ангел»      |
| 2008      | ф   | Индиго                                        | Андрей Каляев, индиго      |
| 2014      | док | Янковский                                     | в роли самого себя         |
| 2014      | ф   | Тряпичный союз                                | Андрей                     |
| 2015      | ф   | Без границ                                    | Артём                      |
| 2016      | ф   | Ночные стражи                                 | Павел Смольников           |
| 2016      | ф   | Источник                                      | Иван                       |
| 2016      | ф   | Дама пик                                      | Андрей, оперный певец      |
| 2018      | кор | Случай на дороге                              | Имя персонажа не указано   |
| 2018      | ф   | Завод                                         | Вовка                      |
| 2019      | кор | Сплендоре                                     | отец                       |
| 2019      | ф   | Текст                                         | Пётр Хазин                 |
| 2019      | ф   | Хандра                                        | не Тарковский              |
| 2019      | ф   | Союз спасения                                 | Михаил Бестужев-Рюмин      |
| 2020      | кор | Ангел                                         | Имя персонажа не указано   |
| 2020      | ф   | Огонь                                         | Роман Ильин                |
| 2020      | ф   | Не лечи меня                                  | Илья Третьяков, хирург     |
| 2021      | с   | Топи                                          | Денис Титов                |
| 2021      | ф   | Чемпион мира                                  | Анатолий Карпов            |
| 2022      | с   | Домашнее поле                                 | Фил Никитин                |
| 2022      | ф   | Плакать нельзя                                | Алексей                    |
| 2022      | с   | Союз спасения. Время гнева                    | Михаил Бестужев-Рюмин      |
| 2023—2025 | с   | Фишер                                         | Евгений Боков              |
| 2023      | с   | Плейлист волонтёра                            | Михаил Штапич              |
| 2023      | с   | Слово пацана. Кровь на асфальте               | Вова (Адидас)              |
| 2024      | с   | Внутри убийцы (4 серия)                       | видеоблогер в доме Тимофея |
| 2024      | ф   | Он + она                                      | эпизод                     |
| 2024      | с   | Преступление и наказание                      | Родион Раскольников        |
| 2024      | ф   | Икария                                        | Антон                      |
| 2024      | с   | Аутсорс                                       | Костя                      |
| 2025      | с   | Москва слезам не верит. Всё только начинается | Имя персонажа не указано   |
| 2025      | ф   | Битва моторов (в производстве)                | Андрей Нагель              |

### Театр
Театр «Студия театрального искусства»
- 2014 — «Записки покойника» — Максудов Сергей Леонтьевич
- 2015 — «Самоубийца» — Олег Леонидович
- 2017 — «Мастер и Маргарита» — Иван Бездомный, поэт
- 2024 — «Чехов. Вишневый сад. Нет слов.» — Лопахин Ермолай Алексеевич

Театр имени Ермоловой
- 2017 — «Утиная охота» — Зилов

## Награды и номинации
- 2015 — Кинофестиваль «Кинотавр»: приз в категории «Лучшая мужская роль» (совместно с Василием Буткевичем, Александром Палем и Павлом Чинарёвым, фильм «Тряпичный союз»);
- 2015 — Международный Сахалинский кинофестиваль: приз в категории «Лучшая мужская роль» (совместно с Василием Буткевичем, Александром Палем и Павлом Чинарёвым, фильм «Тряпичный союз»);
- 2017 — Премия «Золотой орёл» в категории «Лучшая мужская роль в кино» (фильм «Дама пик»);
- 2017 — Независимая премия «Парабола» (за спектакль «Утиная охота»)[6];
- 2019 — Кинофестиваль российского кино в Онфлёре: приз в категории «Лучшая мужская роль» (совместно с Александром Петровым, фильм «Текст»)[7];
- 2020 — Премия «Золотой орёл» в категории «Лучшая мужская роль второго плана» (фильм «Текст»);
- 2021 — Премия «GQ» «Человек года» в категории «Актёр года» (за сериал «Топи» и фильм «Огонь»)[8];
- 2022 — Премия «Золотой орёл» в категории «Лучшая мужская роль второго плана» (фильм «Огонь»)[9];
- 2023 — Премия «Золотой орёл» в категории «Лучшая мужская роль в кино» (фильм «Чемпион мира»);
- 2023 — Премия журнала «КиноРепортёр» «Событие года»: приз в категории «Актёр года» (за сериалы «Фишер», «Плейлист волонтёра» и «Слово пацана. Кровь на асфальте»)[10];
- 2023 — Премия «Звезда Театрала» в категории «Лучшая роль театрального актёра в кино» (сериал «Фишер»)[11];
- 2024 — номинация на премию «Золотой орёл» в категории «Лучший актёр онлайн-сериала» (сериал «Плейлист волонтёра»)[12];
- 2024 — Премия «Золотой орёл» в категории «Лучший актёр онлайн-сериала» (сериал «Фишер», совместно с Александром Яценко)[12].